# ليونيل دي بلاسيدو
ليونيل دي بلاسيدو (بالإسبانية: Leonel Di Plácido) هو لاعب كرة قدم أرجنتيني في مركز الدفاع، ولد في 28 يناير 1994 في بوينس آيرس في الأرجنتين. لعب مع أتليتيكو توكومان.

## وصلات خارجية
- ليونيل دي بلاسيدو على موقع قاعدة بيانات كرة القدم.إي يو (الإنجليزية)
- ليونيل دي بلاسيدو على موقع قاعدة بيانات كرة القدم.إي يو (الإنجليزية)
- ليونيل دي بلاسيدو على موقع Soccerway.com (الإنجليزية)
- ليونيل دي بلاسيدو على موقع عالم كرة القدم.نت (الإنجليزية)